# Backhoppningsrekord
Backhoppning är en inriktning inom nordisk skidsport där det gäller få så hög poäng som möjligt genom att från en hög höjd hoppa så långt som möjligt med högsta möjliga stilpoäng. Backhoppningen tillhör de klassiska vintersporterna. Det tävlas både individuellt och i lagtävlingar, så kallad laghoppning. I den här artikeln listas olika rekord inom backhoppning.
Backhoppning rör sig mycket om tal, statistik och poäng. I hopptävlingarna ges poäng för både längd och stil. Hopplängden mäts på halvmetern när, från hoppkanten till nedslagsplatsen som är en tänkt punkt mitt mellan hopparens fötter avseende längdriktningen. Stilpoäng utdelas enligt det internationella skidförbundets normer. Vid större tävlingar poängsätter fem domare hoppets stil utifrån en skala mellan 0 och 20.

## Översikt över olika backhoppningsrekord
Officiella rekord i backhoppning noteras i den enskilda hoppbacken, backrekord, och världsrekord (världens längsta backhopp) som oftast noteras i skidflygningsbackar. Gällande världsrekordet sattes i Vikersundbacken, som är världens största skidflygningsbacke.
Här är en lista över lite annorlunda rekord inom backhoppningen. Det är olika rekord satt i de fem klassiska internationella backhoppningstävlingarna, Olympiska Spelen, Världsmästerskapen i nordisk skidsport (engelska: FIS Nordic World Ski Championships), Världsmästerskapen i skidflygning (engelska: FIS Ski-Flying World Championships), Tysk-österrikiska backhopparveckan (engelska: Four Hills Tournament) och Världscupen i backhoppning (engelska: FIS World Cup).

### Tabell
| Olympiska Spelen (1924–2010)                           |                                    |                  |                  |
| Flest individuella segrar                              | Simon Ammann                       | 4                | 2002–2010        |
| Flest medaljer                                         | Matti Nykänen                      | 5                | 1984–1988        |
| Flest lagsegrar                                        | Finland                            | 2                | 1988–1992        |
| Flest lagsegrar                                        | Tyskland                           | 2                | 1994–2002        |
| Flest lagsegrar                                        | Österrike                          | 2                | 2006–2010        |
| Flest medaljer i laghopp                               | Österrike                          | 5                | 1992–2010        |
| Yngsta individuella segrare (Albertville)              | Toni Nieminen                      | 16 år, 261 dagar | 1992             |
| Äldste individuella segrare (Lillehammer)              | Jens Weißflog                      | 29 år, 214 dagar | 1994             |
| Deltagit i flest olympiska spel                        | Noriaki Kasai                      | 6                | 1992–2010        |
| FIS Världsmästerskapen i nordisk skidsport (1925–2011) |                                    |                  |                  |
| Flest individuella segrar                              | Adam Małysz                        | 4                | 2001–2007        |
| Flest individuella medaljer                            | Adam Małysz                        | 6                | 2001–2011        |
| Flest medaljer                                         | Janne Ahonen                       | 10               | 1995–2005        |
| Flest medaljer                                         | Martin Schmitt                     | 10               | 1997–2011        |
| Flest lagsegrar                                        | Österrike                          | 8                | 1984–2011        |
| Flest medaljer i laghopp                               | Österrike                          | 14               | 1984–2011        |
| Yngsta individuella segrare (Thunder Bay)              | Tommy Ingebrigtsen                 | 17 år, 222 dagar | 1995             |
| Äldste individuella segrare (Liberec)                  | Andreas Küttel                     | 29 år, 308 dagar | 2009             |
| Deltagit i flest världsmästerskap                      | Noriaki Kasai                      | 10               | 1989–2009        |
| FIS Världsmästerskapen i skidflygning (1972–2010)      |                                    |                  |                  |
| Flest individuella segrar                              | Walter Steiner                     | 2                | 1972–1977        |
| Flest individuella segrar                              | Sven Hannawald                     | 2                | 2000–2002        |
| Flest individuella segrar                              | Roar Ljøkelsøy                     | 2                | 2004–2006        |
| Flest individuella medaljer                            | Matti Nykänen                      | 5                | 1983–1990        |
| Flest medaljer                                         | Janne Ahonen                       | 7                | 1996–2008        |
| Flest lagsegrar                                        | Norge                              | 2                | 2004–2006        |
| Flest lagsegrar                                        | Österrike                          | 2                | 2008–2010        |
| Flest lagmedaljer                                      | Norge                              | 4                | 2004–2010        |
| Flest lagmedaljer                                      | Finland                            | 4                | 2004–2010        |
| Yngsta individuella segrare (Oberstdorf)               | Gregor Schlierenzauer              | 18 år, 47 dagar  | 2008             |
| Äldsta individuella segrare (Vikersund)                | Robert Kranjec                     | 30 år, 224 dagar | 2012             |
| Deltagit i flest världsmästerskap                      | Janne Ahonen                       | 9                | 1994–2010        |
| Tysk-österrikiska backhopparveckan (1953–2012)         |                                    |                  |                  |
| Flest sammanlagtsegrar                                 | Janne Ahonen                       | 5                | 1999–2008        |
| Flest delsegrar                                        | Jens Weißflog                      | 10               | 1983–1996        |
| Yngsta segrare i deltävling (Oberstdorf)               | Toni Nieminen                      | 16 år, 212 dagar | 29 december 1991 |
| Äldsta segrare i deltävling (Bischofshofen)            | Jens Weißflog                      | 31 år, 169 dagar | 6 januari 1996   |
| Yngsta sammanlagtsegrare                               | Toni Nieminen                      | 16 år, 220 dagar | 1991–92          |
| Äldsta sammanlagtsegrare                               | Jens Weißflog                      | 31 år, 169 dagar | 1995–96          |
| FIS Världscupen (1979–2011)                            |                                    |                  |                  |
| Flest sammanlagtsegrar                                 | Matti Nykänen                      | 4                | 1983–1988        |
| Flest sammanlagtsegrar                                 | Adam Małysz                        | 4                | 2001–2007        |
| Flest delsegrar                                        | Matti Nykänen                      | 46               | 1981–1989        |
| Flest pallplatser i deltävlingar                       | Janne Ahonen                       | 108              | 1993–2010        |
| Flest Top 10 resultat i deltävlingar                   | Janne Ahonen                       | 245              | 1993–2011        |
| Flest laghoppsegrar                                    | Österrike                          | 23               | 1990–2011        |
| Flest medaljer i laghopp                               | Österrike                          | 45               | 1990–2011        |
| Flest individuella tävlingar                           | Noriaki Kasai                      | 407              | 1989-aktiv       |
| Flest lagtävlingar                                     | Noriaki Kasai                      | 41               | 1990-aktiv       |
| Flest tävlingar totalt                                 | Noriaki Kasai                      | 445              | 1989-aktiv       |
| Flest säsonger                                         | Noriaki Kasai                      | 22               | 1989-aktiv       |
| Flest individuella skidflygningsegrar                  | Gregor Schlierenzauer              | 10               | 2006-aktiv       |
| Yngsta segrare i deltävling (Lahtis)                   | Steve Collins                      | 15 år, 362 dagar | 9 March 1980     |
| Äldsta segrare i deltävling (Kuopio)                   | Takanobu Okabe                     | 38 år, 135 dagar | 10 March 2009    |
| Yngsta sammanlagtsegrare                               | Toni Nieminen                      | 16 år, 303 dagar | 1991-92          |
| Äldste sammanlagtsegrare                               | Adam Małysz                        | 29 år, 112 dagar | 2006-07          |
| Äldste deltagare i Världscupen                         | Takanobu Okabe                     | 41 år, 95 dagar  | 1989-2012        |
| Flest delsegrar under en säsong                        | Gregor Schlierenzauer              | 13               | 2008-09          |
| Flest poäng under en säsong, individuellt              | Gregor Schlierenzauer              | 2083 (poäng)     | 2008-09          |
| Andra rekord                                           |                                    |                  |                  |
| Första hopp över 100 meter (Planica)                   | Sepp Bradl                         | 101 m            | 1936             |
| Första hopp över 200 meter (Planica)                   | Andreas Goldberger (fall, invalid) | 202 m*           | 1994             |
| Första hopp över 200 meter (Planica)                   | Toni Nieminen (official)           | 203 m            | 1994             |
| Flest hopp över 200 meter                              | Robert Kranjec                     | 121              | 1998–aktiv       |
| Världsrekord (Vikersund)                               | Johan Remen Evensen                | 246,5 m          | 2011             |
| Första Världscuptävling, individuellt                  | Cortina d'Ampezzo                  | december         | 1979             |
| Första lagtävling i Världscupen                        | Lahtis                             | m<rs             | 1990             |